# Томмі Вернер
Томмі Вернер  (швед. Tommy Werner; 31 березня 1966) — шведський плавець, олімпійський медаліст.

## Виступи на Олімпіадах
| Олімпіада         | Дисципліна                            | Місце  |
| ----------------- | ------------------------------------- | ------ |
| Лос-Анджелес 1984 | естафета 4 × 200 вільним стилем       | 6      |
| Сеул 1988         | плавання на 100 метрів вільним стилем | 8      |
| Сеул 1988         | плавання на 200 метрів вільним стилем | 21     |
| Сеул 1988         | естафета 4 × 100 вільним стилем       | 5      |
| Сеул 1988         | естафета 4 × 200 вільним стилем       | 6      |
| Барселона 1992    | плавання на 100 метрів вільним стилем | 6      |
| Барселона 1992    | плавання на 200 метрів вільним стилем | 18     |
| Барселона 1992    | естафета 4 × 100 вільним стилем       | 5      |
| Барселона 1992    | естафета 4 × 200 вільним стилем       | Срібло |